# 창락궁주
창락궁주(昌樂宮主, ? ~ 1216년 음력 1월 27일)은 고려의 왕족이다. 인종과 공예왕후의 셋째 딸이다. 창락공주(昌樂公主)라고도 한다.

## 생애
고려의 제17대 국왕인 인종과 공예왕후의 셋째 딸로, 언제 태어났는지는 명확하지 않으며, 동생인 영화궁주가 1141년에 태어났으므로 적어도 1141년 이전에 태어났음을 유추할 수 있다.
성은 왕, 본관은 개성이다. 의종과 명종, 신종 등의 친남매이며, 희종과 강종 등에게는 고모가 된다.
의종 즉위 후인 1151년(의종 5년) 음력 4월 동생 영화궁주와 함께 정식으로 궁주에 책봉되어 창락궁주(昌樂宮主)의 호를 받았다. 이후 그녀는 현종의 아들 평양공 왕기의 현손인 신안후 왕성과 혼인하였다. 신안후는 창락궁주에게 10촌간인 동시에, 신안후의 어머니가 창락궁주의 고모인 승덕공주이므로 사촌이 되기도 한다. 따라서 이 둘의 혼인은 근친혼이다.
이후 창락궁주는 1216년(고종 3년) 음력 1월 27일 사망하였다. 당시 고종은 창락궁주가 죽자 소복을 입고 반찬의 가짓수를 줄였으며, 백관들에게도 하루동안 모두 소복을 입게 하였다. 그것은 창락궁주가 고종의 외조모였기 때문이다.

## 가족 관계
창락궁주는 종실 신안후와 혼인하였다. 신안후는 현종의 아들 평양공의 현손으로, 아버지는 한남백 왕기, 어머니는 예종의 딸 승덕공주이다. 신안후는 1178년(명종 8년) 음력 8월 20일 사망하였고, 신안후가 사망하자 명종은 3일 동안 조회를 중지시켰다.
한편 신안후와 창락궁주는 딸을 하나 낳았는데, 그 딸은 강종의 제2비 원덕왕후이다. 강종과 원덕태후는 친가로 12촌, 외가로 4촌간으로 이 둘의 혼인 역시 근친혼이다.
- 아버지 : 제17대 인종(仁宗, 1109~1146, 재위:1122~1146)
- 어머니 : 인종 제3비 공예왕후(恭睿王后, 1109~1183)
  - 남매 : 제18대 의종(毅宗, 1127~1173, 재위:1146~1170)
  - 남매 : 대령후 왕경(大寧侯 王暻, 1130~?)
  - 남매 : 제19대 명종(明宗, 1131~1202, 재위:1170~1197)
    - 조카 : 제22대 강종(康宗, 1152~1213, 재위:1211~1213)

  - 남매 : 원경국사 왕충희(元敬國師 王冲曦, ?~1183)
  - 남매 : 제20대 신종(神宗, 1144~1204, 재위:1197~1204)
    - 조카(손녀사위) : 제21대 희종(熙宗, 1181~1237, 재위:1204~1211)

  - 언니 : 승경궁주(承慶宮主, 생몰년 미상)
  - 언니 : 덕녕궁주(德寧宮主, ?~1192)
  - 동생 : 영화궁주(永和宮主, 1141~1208)
- 시아버지(고모부) : 한남백 왕기(漢南伯 王杞, 생몰년 미상)
- 시어머니(고모) : 승덕공주(承德公主, 생몰년 미상)
  - 남편 : 신안후 왕성(信安侯 王珹, ?~1178)
    - 아들 : 계성후 왕원(桂城侯 王沅)
    - 아들 : 영인후 왕진(寧仁侯 王稹, ?~1220)
    - 딸 : 강종의 제2비 원덕왕후(元德王后, ?~1239)